# Saumschnabelente
Die Saumschnabelente (Hymenolaimus malacorhynchos), auch Blaue Ente, Blaue Bergente oder lautmalerisch nach dem Ruf des Männchens Whio genannt, ist eine Art aus der Ordnung der Entenvögel. Die überwiegend von Insekten lebende Ente ist die einzige Art, die der Gattung der Saumschnabelenten angehört und zählt gemeinsam mit der Laysan-, Bernier- und Madagaskarente zu den seltensten Entenarten der Welt. Ihr Vorkommen ist auf schnell fließende, klare und geröllreiche Bäche und Flüsse in Neuseeland begrenzt. Die Bestandszahlen sind in den letzten Jahren deutlich zurückgegangen. Zu den Gründen zählen Habitatverlust, ein vermehrter Feinddruck durch in Neuseeland eingeführte Tierarten wie Wiesel, Marder und verwilderte Hauskatzen sowie möglicherweise eine Nahrungskonkurrenz durch die ebenfalls eingeführte Regenbogenforelle. Die IUCN stuft die Saumschnabelente als „stark gefährdet“ (endangered) ein und schätzt den Bestand auf 1200 geschlechtsreife Individuen.
Ähnlich wie bei anderen bedrohten neuseeländischen Vogelarten wie dem Kakapo, dem Südinseltakahe und den Kiwis wird in Neuseeland durch verschiedene Maßnahmen versucht, die Bestandszahlen wieder zu erhöhen.

## Erscheinungsbild

### Erscheinungsbild ausgewachsener Saumschnabelenten
Saumschnabelenten sind etwas leichter und kleiner als die europäische Stockente. Das durchschnittliche Körpergewicht eines ausgewachsenen Erpels liegt bei 890, das eines adulten Weibchens bei 750 Gramm. Die Flügellänge liegt bei 23,5 bis 25 Zentimetern.

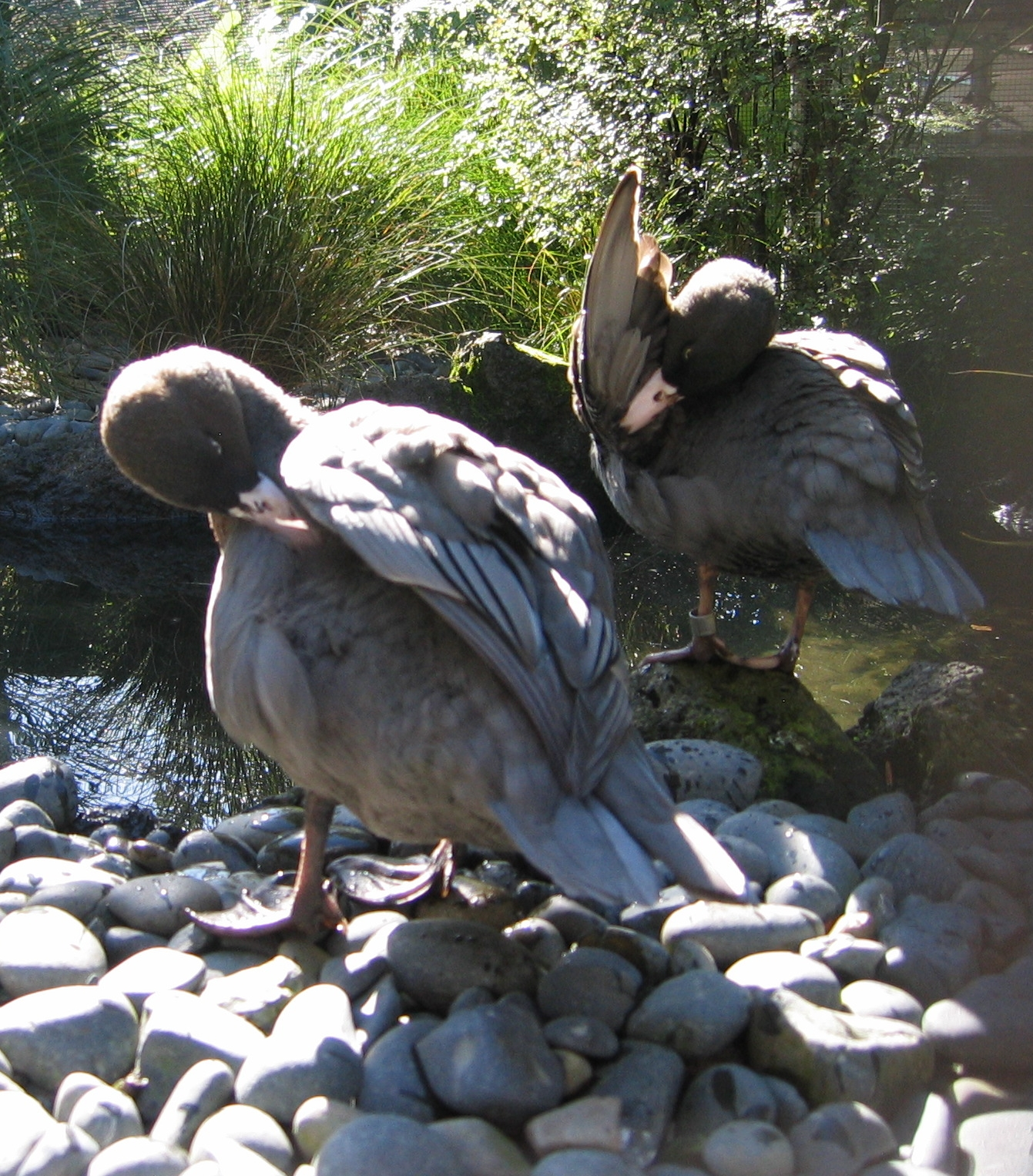
Sich putzende Saumschnabelenten

Das Federkleid von Erpel und Ente gleicht sich weitgehend. Die Enten sind in der Regel lediglich etwas kleiner als die Erpel. Das Gefieder auf der vorderen Körperoberseite, dem sogenannten Mantel, ist blaugrau mit graubraunen Sprenkeln. Die Brust ist rotbraun und blaugrau gefleckt. Bei einzelnen Individuen überwiegen dabei die rotbraunen Farbtöne. Die blaugrauen Schulterfedern, die sogenannten Scapulare, sind dünn schwarz gesäumt. Die Schwanzdecken, die Flanken sowie die Flügel sind einfarbig blaugrau. Hals und Kopfgefieder sind einheitlich dunkel-blaugrau gefiedert. Die Region zwischen den Augen und dem Schnabelanfang schimmert grünlich. Die Füße und Beine sind fleischfarben. Die Iris ist gelb bis orange. Der Schnabel ist hell fleischfarben bis gelblich, das Schnabelende ist schwarz.
An ihr Leben in schnell fließenden Gewässern sind Saumschnabelenten durch mehrere Merkmale angepasst. Die Augen der Saumschnabelente liegen so im Schädel, dass das Sichtfeld für eine Entenart ungewöhnlich stark nach vorne ausgerichtet ist. Von einigen Ornithologen wird dies als Anpassung für ihre Jagd nach Wasserinsekten gewertet. Der Schnabel dieser Entenart weist an seinem Ende eine dunkle und weiche Membran auf, die den Schnabel vor Verletzungen schützt, wenn die Enten auf dem Bewuchs von Steinen nach Insekten suchen.
Saumschnabelenten schwimmen verhältnismäßig hoch im Wasser. Dies erlaubt ihnen, auch in sehr unruhigem Gewässer oben zu bleiben.

### Erscheinungsbild der Küken und noch nicht ausgewachsener Enten
Die Küken sind am Oberkopf, Rücken, Flügel, Schenkel und Bauchseiten schwarzgrau. Das Gesicht ist weißgrau, über die Augen, die im Gegensatz zu den adulten Vögeln von dunkler Farbe sind, verläuft ein dunkler Zügel. Die weißgrauen Überaugenstreifen sind auf der Stirn durch einen dünnen schwarzen Streifen getrennt. Die Brust, die Körperunterseite, der Vorderhals und der hintere Flügelrand sind gleichfalls weißgrau gefiedert. Der Schnabel ist bei den Küken noch von dunkel graublauer Farbe. Mit etwa acht Wochen wechseln die Küken in das erste Jugendkleid.
Noch nicht ausgewachsene Saumschnabelenten unterscheiden sich von den adulten Enten durch eine insgesamt stumpfere Gefiederfärbung. Bei ihnen fehlt noch die rotbraune Brustfleckung oder ist weniger stark ausgeprägt. Es fehlen außerdem die schwarzen Federsäume der Scapulare. Der Schnabel ist noch hell blaugrau, die Iris von dunkelbrauner Farbe. Die für ausgewachsene Saumschnabelenten typische fleischfarbene Schnabelfärbung und die leuchtend gelb- bis orangefarbene Iris weisen junge Enten ab ihrem neunten Lebensmonat auf.

### Flugbild
Saumschnabelenten gelten als eine der Entenarten, die nur sehr ungerne auffliegen. Sie bewegen sich überwiegend schwimmend und laufend fort. Bereits sehr junge Küken weisen jedoch eine hohe Sprungkraft auf, die es ihnen ermöglicht, auf aus dem Wasser herausragende Geröllsteine zu springen. Trotz der geringen Flugneigung sind Saumschnabelenten kraftvolle Flieger, bei denen man bis zu 480 Flügelschläge in der Minute gezählt hat Einzelbeobachtungen dieser bislang nur unzureichend untersuchten Entenart legen nahe, dass die Enten in der Dämmerung fliegend ihr Revier patrouillieren. Während des Fluges strecken die Saumschnabelenten im Flugbild Hals und Kopf waagrecht nach vorne. Sie fliegen überwiegend knapp oberhalb der Wasseroberfläche.

## Stimme
Die Erpel geben laute, schrille Pfiffe von sich, die über das Tosen der Gebirgsbäche und -flüsse zu vernehmen sind. Die Rufe gleichen einem „whio“, was den lautmalerischen Namen geprägt hat, die die Māori dieser Entenart gegeben haben. Von Weibchen sind diese Pfiffe nicht zu hören. Sie antworten auf die Rufe der Männchen mit einem leiseren, in der Tonlage dunklerem Grollen.

## Verbreitung

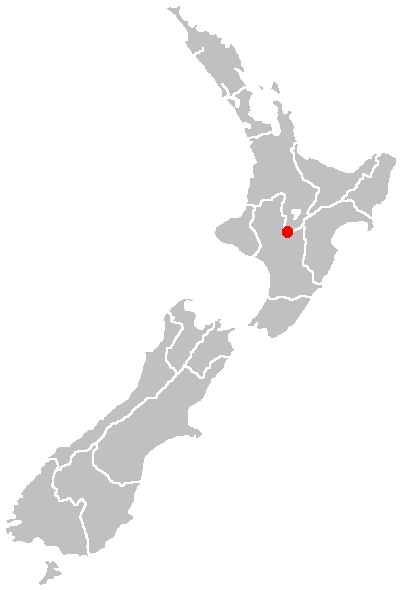
Neuseeland – eingezeichnet ist die Lage des Tongariro Nationalparks, einem der Verbreitungsschwerpunkte der Saumschnabelente

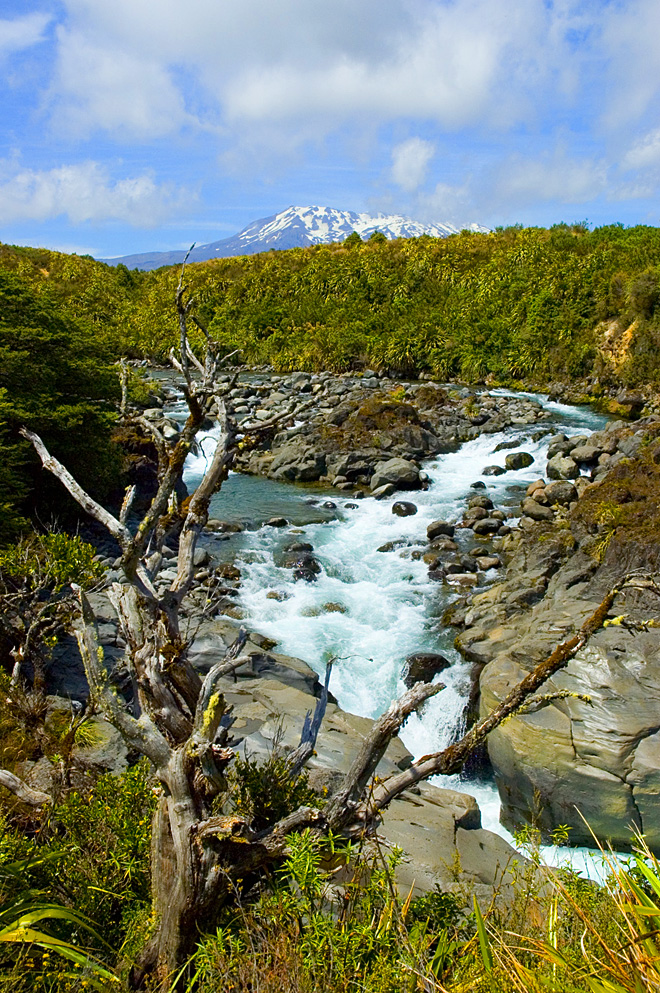
Bachlauf im Tongariro-Nationalpark, einem typischen Siedlungsgebiet von Saumschnabelenten

Saumschnabelenten sind in ihrer Verbreitung auf Neuseeland begrenzt und kommen sowohl auf der Süd- als auch der Nordinsel vor.
Ursprünglich kamen Brutpopulationen der Saumschnabelenten auf beiden neuseeländischen Inseln überall dort vor, wo die Ufer klarer, geröllreicher, schnell fließender und flacher Gewässer dicht mit Wald bewachsen waren. Typische Saumschnabelentenreviere wiesen einen teils beschatteten Wasserlauf sowie einen weitgehend stabilen Wasserstand auf, da stark wechselnde Wasserstände und vor allem Hochwasser den Algen- und Mooswuchs mitreißen, in der die für die Nahrung wichtigen Wasserinsekten siedeln. Sofern die Flüsse ihren schnell fließenden Charakter behielten und das Ufer bewaldet war, besiedelten die Enten die Flüsse bis zu deren Mündungsgebiet an der Küste. Die meisten Flüsse wiesen solche geeigneten Habitate nur an ihrem Ober- und Mittellauf auf. Saumschnabelenten waren hier bis an die alpine Baumgrenze zu finden. Der Wald, der diese Abschnitte umgab beziehungsweise in naturbelassenen Regionen immer noch umgibt, war der endemische Laubwald-Baumfarn-Wald Neuseelands. Die Siedlungsdichte entlang solcher Flüsse und Bäche konnte sehr hoch sein. Noch in den 1960er Jahren fand ein Angestellter einer neuseeländischen Naturschutzbehörde, der entlang zweier durch ursprüngliche Wälder verlaufende Flüsse reiste, alle paar hundert Meter ein mit einem Paar Saumschnabelenten besetztes Brutrevier vor.
Mehrere Faktoren haben dazu geführt, dass sich die Anzahl der Reviere, die Saumschnabelenten geeigneten Lebensraum bieten, deutlich verringert hat. Bereits die Besiedlung Neuseelands durch Māori vor etwa achthundert Jahren hatte zur Folge, dass sich die Waldbestände Neuseelands um ein Viertel reduzierten. Mit den Māori gelangten auch Hunde und die polynesische Ratte nach Neuseeland, die beide potentielle Prädatoren der Saumschnabelente sind. Archäologische Untersuchungen an Abfallhaufen der Māori legen nahe, dass Saumschnabelenten nur gelegentlich zu ihrer Jagdbeute zählten.
Seit der Besiedlung Neuseelands durch Europäer vor etwa 200 Jahren ist der Waldbestand um ein weiteres Viertel zurückgegangen. Holzeinschlag hat darüber hinaus die Struktur dieser Wälder verändert, der Bau von Wasserkraftwerken hat eine Reihe von Habitaten vernichtet. Mindestens so gravierend wie die Reduzierung des Waldes hat sich auf die Fauna Neuseelands die mit der europäischen Besiedlung verbundene Einführung von einer Vielzahl von Neozoen ausgewirkt. Zu den eingeführten Tierarten zählen unter anderem der Rotfuchs, Marder, Wiesel, Hauskatze, Rotwild, das Opossum, der Fuchskusu, Hausschafe, -schwein und -ziegen, Kanadagans und Regenbogenforelle.
Die Einführung dieser Tierarten und die Veränderung der Waldbestände haben für eine Reihe in Neuseeland endemische Tierarten bestandsbedrohende Auswirkungen. Zu den bekanntesten Beispielen zählt der Eulenpapagei oder Kakapo, dessen Überleben man dadurch zu sichern versucht, indem man die Restbestände auf von eingeführten Tieren noch freien Inseln anzusiedeln versucht.

## Bestand
Die Saumschnabelente galt bis in die 1990er Jahre als eine der endemischen Arten Neuseelands, deren potentieller Siedlungsraum sich zwar reduziert hatte und deren Bestände signifikant zurückgegangen waren. Saumschnabelenten galten aber nicht als eine unmittelbar vom Aussterben bedrohte Art. Den Fortbestand der Art sah man gesichert, weil es anscheinend noch eine ausreichende Anzahl von geeigneten Lebensräumen gab. Der auf Enten spezialisierte Ornithologe Hartmut Kolbe gab die Bestandszahlen dieser Art noch für das Jahr 1995 mit 2.000 bis 4.000 Individuen an und als Verbreitungsgebiet das Landesinnere der Nordinsel Neuseelands sowie die gesamte westliche Hälfte der Südinsel. Bereits Hartmut Kolbe wies jedoch darauf hin, dass zunehmend geeignete Reviere unbesetzt blieben, wenn die Altvögel starben.
Seit Beginn des neuen Jahrtausends hat sich die Einschätzung über den Bestandsstatus der Saumschnabelenten geändert. 2003 hat die World Conservation Union die Art als hochgradig gefährdet eingestuft. Ausschlaggebend für diese Einschätzung ist die Erkenntnis, dass Saumschnabelenten heute in voneinander isolierten Populationen existieren, zwischen denen kein Austausch mehr stattfindet. Jede dieser vereinzelten Populationen ist davon bedroht, durch Naturkatastrophen wie etwa Waldbrände oder weitere Habitatzerstörung auszusterben. Der vermehrte Druck durch eingeführte Prädatoren und Nahrungskonkurrenten hat darüber hinaus zu einer Veränderung der Lebensgewohnheiten der Saumschnabelenten geführt, die eine Bestandserholung gefährden. Dies gilt auch für die neuseeländischen Gebiete, die scheinbar noch weitgehend im ursprünglichen Zustand erhalten geblieben sind und heute als die Gebiete mit der dichtesten Saumschnabelentenpopulation gelten. Dazu zählen heute das Gebiet des Te Urewera, das größte Gebiet noch unberührter Wälder auf der Nordinsel, und Neuseelands größter Nationalpark, der Tongariro-Nationalpark, die Westküste der Südinsel und das neuseeländische Fjordland sowie das Gebiet rund um den Mount Taranaki und der Kahurangi National Park.

## Lebensweise
Saumschnabelenten gehören zu den bislang nur verhältnismäßig wenig erforschten Entenarten. Erste intensivere Feldstudien führte gegen Ende der 1960er Jahre die britische Ornithologin Janet Kear durch, die dem Wildfowl Trust angehörte. Die meisten der noch heute gültigen Erkenntnisse gehen auf diese Untersuchungen zurück.

### Nahrung und Nahrungserwerb
Saumschnabelenten fressen die Larven von Köcher-, Stein- und Eintagsfliegen. Diese sammeln sie teilweise unter Wasser von den Geröllsteinen im Fluss- oder Bachbett ab. Saumschnabelenten sind außerdem in der Lage, ausgewachsene und flugfähige Insekten aus der Luft zu erhaschen. Während des neuseeländischen Winterhalbjahres fressen sie außerdem eine Reihe unterschiedlicher Beerenfrüchte.
Die Wasserinsekten, die den größten Teil der Nahrung der Saumschnabelente darstellen, werden auch von der in Neuseeland eingeführten Regenbogenforelle bevorzugt gefressen. Die Auswirkung der Regenbogenforelle auf den Bestand an Saumschnabelenten ist bislang jedoch noch nicht hinreichend untersucht.

## Systematik
Die Saumschnabelente wird gemeinsam mit den Spiegelgänsen, der Höckerglanzgans, den Kasarkas, der Spatelschnabelente, der Sturzbachente und den Dampfschiffenten der Unterfamilie der Halbgänse zugerechnet.